# Liste der Naturschutzgebiete in Bayern
Die Liste der Naturschutzgebiete in Bayern enthält die Naturschutzgebiete des Bundeslandes Bayern.
Die nachfolgende Liste versteht sich als Übersichtsliste aller Naturschutzgebiete in Bayern. Detailliertere Informationen und Bilder sind den entsprechenden Listen auf Bezirk- bzw. Landkreisebene zu entnehmen. Die einzelnen Gebiete überlappen zum Teil auch in angrenzende Regierungsbezirke.
In Bayern sind 597 mit 606 Teilflächen Naturschutzgebiete ausgewiesen (Stand Dezember 2023). Die Fläche der Naturschutzgebiete entspricht einem Anteil von etwa 2 Prozent an der Fläche des Bundeslands. Anteilig entfallen auf die Regierungsbezirke (Doppelzählungen sind möglich, wenn sich ein Gebiet über mehrere Regierungsbezirke erstreckt).
- in Mittelfranken 65 Gebiete
- in Niederbayern 66 Gebiete
- in Oberbayern 133 Gebiete
- in Oberfranken 95 Gebiete
- in der Oberpfalz 63 Gebiete
- in Schwaben 59 Gebiete
- in Unterfranken 138 Gebiete.

## Liste
| SGD-ID       | WDPA-ID   | Name des Gebietes | Regierungsbezirk                      | Fläche in Hektar | Standort | Datum der Verordnung | Bemerkung                |
| ------------ | --------- | --- | ------------------------------------- | ---------------- | -------- | -------------------- | ------------------------ |
| NSG-00084.01 | 81251     | Aggenstein | Schwaben                              | 87,23            | Position | 1965                 |                          |
| NSG-00148.01 | 81261     | Albtrauf bei Pollanten | Oberpfalz                             | 23,7             | Position | 1982                 |                          |
| NSG-00573.01 | 318087    | Allacher Lohe | Oberbayern                            | 156,41           | Position | 2000                 |                          |
| NSG-00400.01 | 64661     | Allgäuer Hochalpen | Schwaben                              | 20796,64         | Position | 1992                 |                          |
| NSG-00322.01 | 162081    | Alte Donau mit Brenne | Oberbayern                            | 225,08           | Position | 1987                 |                          |
| NSG-00045.01 | 81267     | Alte Kiesgrube bei Vötting | Oberbayern                            | 1,47             | Position | 1943                 |                          |
| NSG-00097.01 | 81269     | Altenauer Moor | Oberbayern                            | 57,79            | Position | 1973                 |                          |
| NSG-00387.01 | 162109    | Altenburg bei Trappstadt | Unterfranken                          | 253,29           | Position | 1991                 |                          |
| NSG-00367.01 | 162114    | Alter Main bei Bergrheinfeld und Grafenrheinfeld | Unterfranken                          | 20,98            | Position | 1990                 |                          |
| NSG-00350.01 | 162115    | Alter Main bei Volkach | Unterfranken                          | 63,66            | Position | 1989                 |                          |
| NSG-00402.01 | 162124    | Althellinger Grund | Oberfranken                           | 83,81            | Position | 1992                 |                          |
| NSG-00263.01 | 162126    | Altlaufsenke zwischen äußerem Mühlgraben und Kühmoos | Niederbayern                          | 0,77             | Position | 1985                 |                          |
| NSG-00408.01 | 162127    | Altmain und Sandmagerrasen bei Limbach | Unterfranken                          | 273,5            | Position | 1992                 |                          |
| NSG-00439.01 | 162136    | Alzenauer Sande | Unterfranken                          | 95,44            | Position | 1993                 |                          |
| NSG-00015.01 | 164046    | Am Keilstein | Oberpfalz                             | 46,4             | Position | 1939                 |                          |
| NSG-00438.01 | 162176    | Am Ostufer des Starnberger Sees | Oberbayern                            | 2,42             | Position | 1985                 |                          |
| NSG-00274.01 | 4419      | Ammergebirge | Oberbayern, Schwaben                  | 28876,91         | Position | 1993                 |                          |
| NSG-00077.01 | 318113    | Ammerschlucht an der Echelsbacher Brücke | Oberbayern                            | 32,41            | Position | 1986                 |                          |
| NSG-00066.01 | 318114    | Ammerschlucht im Bereich des Scheibum | Oberbayern                            | 42,67            | Position | 1959                 |                          |
| NSG-00078.01 | 81303     | Ammertal im Bereich der Ammerleite und Talbachhänge | Oberbayern                            | 251,09           | Position | 1953                 |                          |
| NSG-00291.01 | 162201    | Amperauen mit Altwasser bei Palzing | Oberbayern                            | 64,01            | Position | 1959                 |                          |
| NSG-00511.01 | 162202    | Amperauen mit Leitenwälder zwischen Fürstenfeldbruck und Schöngeising                                                                                      | Oberbayern                            | 184,57           | Position | 1986                 |                          |
| NSG-00168.01 | 81306     | Ampermoos | Oberbayern                            | 528,46           | Position | 1996                 |                          |
| NSG-00564.01 | 318115    | Ampfrachsee | Mittelfranken                         | 36,09            | Position | 1982                 |                          |
| NSG-00232.01 | 162205    | Amphibienfreistätte Sommergrund | Unterfranken                          | 24,44            | Position | 1999                 |                          |
| NSG-00187.01 | 81307     | Amphibienfreistätte Speckkahl | Unterfranken                          | 43,44            | Position | 1985                 |                          |
| NSG-00518.01 | 162232    | Apfelwörth | Schwaben                              | 187,82           | Position | 1983                 |                          |
| NSG-00271.01 | 162239    | Arnsberger Leite | Oberbayern                            | 20,5             | Position | 1997                 |                          |
| NSG-00158.01 | 162241    | Arnspitze | Oberbayern                            | 222,54           | Position | 1986                 |                          |
| NSG-00747.01 | 555546332 | Arzberg bei Beilngries | Oberbayern                            | 76,14            | Position |                      |                          |
| NSG-00561.01 | 318121    | Aschau | Oberbayern                            | 729,13           | Position | 1982                 |                          |
| NSG-00574.01 | 81320     | Astheimer Dürringswasen | Unterfranken                          | 10,89            | Position | 1999                 |                          |
| NSG-00106.01 | 81322     | Attlesee | Schwaben                              | 37,15            | Position | 2000                 |                          |
| NSG-00380.01 | 162257    | Aubachtal bei Wildensee | Unterfranken                          | 62,98            | Position | 1977                 |                          |
| NSG-00741.03 | 389576    | Audobel | Niederbayern                          | 8,97             | Position | 2007                 |                          |
| NSG-00562.01 | 318128    | Auenwald bei Erlenfurt | Unterfranken                          | 10,9             | Position | 1991                 |                          |
| NSG-00117.01 | 81325     | Auer Weidmoos | Oberbayern                            | 76,95            | Position | 1999                 |                          |
| NSG-00475.01 | 162305    | Auwald bei Westheim | Mittelfranken                         | 50,23            | Position | 1979                 |                          |
| NSG-00325.01 | 162311    | Babenstubener Moore | Oberbayern                            | 211,29           | Position | 1994                 |                          |
| NSG-00447.01 | 162312    | Bach und Schluchtwald bei Untermässing | Mittelfranken                         | 12,2             | Position | 1987                 |                          |
| NSG-00626.01 | 318152    | Bachlerner Moos | Niederbayern                          | 8,65             | Position | 1993                 |                          |
| NSG-00495.01 | 162336    | Bannwaldsee | Schwaben                              | 557,86           | Position | 2003                 |                          |
| NSG-00406.01 | 162340    | Bärenbachtal bei Langenau | Oberfranken                           | 9,52             | Position | 1995                 |                          |
| NSG-00186.01 | 81367     | Bärnthal-Hüttenthal | Unterfranken                          | 15,16            | Position | 1992                 |                          |
| NSG-00403.01 | 162367    | Belkers bei Großlangheim | Unterfranken                          | 31,25            | Position | 1983                 |                          |
| NSG-00086.01 | 81384     | Benninger Ried | Schwaben                              | 21,33            | Position | 1992                 |                          |
| NSG-00385.01 | 162375    | Berg bei Unterleinach | Unterfranken                          | 9,48             | Position | 1966                 |                          |
| NSG-00107.01 | 162379    | Bergener Moos | Oberbayern                            | 109,91           | Position | 1991                 |                          |
| NSG-00073.01 | 81386     | Bernrieder Filz | Oberbayern                            | 42,88            | Position | 1978                 |                          |
| NSG-00519.01 | 162403    | Biberhacken | Schwaben                              | 30,34            | Position | 1956                 |                          |
| NSG-00185.01 | 81397     | Bichlbauernfilz mit Schwaigsee | Oberbayern                            | 44,3             | Position | 1997                 |                          |
| NSG-00103.01 | 81396     | Bichlweiher und Bichlweihermoos | Schwaben                              | 12,71            | Position | 1983                 |                          |
| NSG-00221.01 | 162422    | Binnendünen bei Siegenburg und Offenstetten | Niederbayern                          | 25,14            | Position | 1977                 |                          |
| NSG-00214.01 | 162431    | Birkenbruchwald Oed | Niederbayern                          | 18,77            | Position | 1984                 |                          |
| NSG-00041.01 | 81418     | Blaugrashalden | Unterfranken                          | 9,44             | Position | 1984                 |                          |
| NSG-00556.01 | 318208    | Blutsee-Moor | Unterfranken                          | 5,8              | Position | 1941                 |                          |
| NSG-00074.01 | 81433     | Bogenberg | Niederbayern                          | 7,77             | Position | 1998                 |                          |
| NSG-00477.01 | 162516    | Börstig bei Hallstadt | Oberfranken                           | 13,72            | Position | 1956                 |                          |
| NSG-00510.01 | 162533    | Brandlberg | Oberpfalz                             | 40,77            | Position | 1994                 |                          |
| NSG-00137.01 | 81450     | Brandmoos | Niederbayern                          | 26,17            | Position | 1996                 |                          |
| NSG-00489.01 | 162551    | Breitenmoos | Schwaben                              | 85,77            | Position | 1980                 |                          |
| NSG-00194.01 | 81462     | Brombachmoor | Mittelfranken                         | 3,94             | Position | 1995                 |                          |
| NSG-00569.01 | 162571    | Bromberg-Rosengarten | Unterfranken                          | 36,76            | Position | 1983                 |                          |
| NSG-00199.01 | 162592    | Brucker Lache | Mittelfranken                         | 114,17           | Position | 2000                 |                          |
| NSG-00478.01 | 162598    | Brutteich und Brutwiesen bei Neuhaus a.d. Eger | Oberfranken                           | 9,2              | Position | 1984                 |                          |
| NSG-00555.01 | 318251    | Buch- und Helmberg bei Münster | Niederbayern                          | 15,29            | Position | 1994                 | siehe Buchberg (Münster) |
| NSG-00445.01 | 162600    | Buchbachtal mit Ramschleite und Buchbachsleite | Oberfranken                           | 62,57            | Position | 1998                 |                          |
| NSG-00217.01 | 162610    | Buchenhänge | Oberfranken                           | 37,94            | Position | 1993                 |                          |
| NSG-00287.01 | 162612    | Bucher Moor | Oberbayern                            | 13,09            | Position | 1984                 |                          |
| NSG-00465.01 | 162621    | Buchleite bei Markt Berolzheim | Mittelfranken                         | 31,13            | Position | 1986                 |                          |
| NSG-00324.01 | 162624    | Buckelwiesen am Geißschädel | Oberbayern                            | 27,48            | Position | 1994                 |                          |
| NSG-00323.01 | 162625    | Buckelwiesen am Plattele | Oberbayern                            | 35,17            | Position | 1987                 |                          |
| NSG-00642.01 | 329314    | Büg bei Eggolsheim | Oberfranken                           | 65,7             | Position | 2004                 |                          |
| NSG-00172.01 | 318268    | Buntsandsteinbruch Reistenhausen | Unterfranken                          | 15,37            | Position | 1987                 |                          |
| NSG-00173.01 | 81491     | Buntsandsteinbrüche bei Bürgstadt | Unterfranken                          | 24,59            | Position | 1983                 |                          |
| NSG-00297.01 | 162638    | Buntsandsteinbrüche bei Dorfprozelten | Unterfranken                          | 16,48            | Position | 1983                 |                          |
| NSG-00701.01 | 344579    | Burghofweiher bei Langerringen | Schwaben                              | 21,25            | Position | 2005                 |                          |
| NSG-00359.01 | 162656    | Burglesauer Tal | Oberfranken                           | 56,81            | Position | 1986                 |                          |
| NSG-00343.01 | 162674    | Charlottenhofer Weihergebiet | Oberpfalz                             | 861,66           | Position | 1989                 |                          |
| NSG-00257.01 | 162685    | Craimoosweiher | Oberfranken                           | 19,42            | Position | 1989                 |                          |
| NSG-00255.01 | 162711    | Dattenhauser Ried | Schwaben                              | 209,27           | Position | 1985                 |                          |
| NSG-00423.01 | 162714    | Degermoos | Schwaben                              | 71,72            | Position | 1985                 |                          |
| NSG-00752.01 |           | Deggendorfer Himmelreich | Niederbayern                          | 103,953          | Position | 2012                 |                          |
| NSG-00063.01 | 81520     | Dettenhofer Filz und Hälsle | Oberbayern                            | 119,16           | Position | 1992                 |                          |
| NSG-00130.01 | 81521     | Deusmauer Moor | Oberpfalz                             | 71,83            | Position | 1952                 |                          |
| NSG-00405.01 | 162770    | Dolinen im Mahlholz | Unterfranken                          | 31,39            | Position | 1980                 |                          |
| NSG-00471.01 | 162777    | Donaualtwasser bei Leitheim | Schwaben                              | 57,96            | Position | 1992                 |                          |
| NSG-00468.01 | 162778    | Donaualtwasser Schnödhof | Oberbayern, Schwaben                  | 82,46            | Position | 1994                 |                          |
| NSG-00196.01 | 81537     | Donaualtwasser Staatshaufen | Niederbayern                          | 57,9             | Position | 1994                 |                          |
| NSG-00330.01 | 162779    | Donaualtwasser Winzerer Letten | Niederbayern                          | 62,23            | Position | 1983                 |                          |
| NSG-00416.01 | 162780    | Donauauen an der Kälberschütt | Oberbayern                            | 116,06           | Position | 1988                 |                          |
| NSG-00315.01 | 162781    | Donauauen bei Stadldorf | Oberpfalz, Niederbayern               | 89,52            | Position | 1992                 |                          |
| NSG-00686.02 | 378063    | Donauhänge und Auen zwischen Leipheim und Offingen | Schwaben                              | 202,79           | Position | 2006                 |                          |
| NSG-00686.01 | 378063    | Donauhänge und Auen zwischen Leipheim und Offingen | Schwaben                              | 58,29            | Position | 2006                 |                          |
| NSG-00277.01 | 162782    | Donauleiten von Passau bis Jochenstein | Niederbayern                          | 391,26           | Position | 1987                 |                          |
| NSG-00339.01 | 162787    | Dörngraben bei Haibach | Unterfranken                          | 6,39             | Position | 1986                 |                          |
| NSG-00001.01 | 81549     | Dost | Oberpfalz                             | 11,23            | Position | 1988                 |                          |
| NSG-00043.01 | 81551     | Drabafelsen | Oberpfalz                             | 0,38             | Position | 1937                 |                          |
| NSG-00537.01 | 162824    | Dünsberg | Unterfranken                          | 75,39            | Position | 1942                 |                          |
| NSG-00150.01 | 81566     | Durchbruchstal der Tiroler Achen | Oberbayern                            | 67,8             | Position | 1997                 |                          |
| NSG-00122.01 | 81568     | Ebelsberg | Unterfranken                          | 49,1             | Position | 1982                 |                          |
| NSG-00044.01 | 81570     | Echinger Lohe | Oberbayern                            | 23,69            | Position | 1979                 |                          |
| NSG-00040.01 | 81572     | Edelmannswald | Unterfranken                          | 18,87            | Position | 1942                 |                          |
| NSG-00346.01 | 162851    | Egertal bei Neuhaus | Oberfranken                           | 263,45           | Position | 1941                 |                          |
| NSG-00154.01 | 4417      | Eggstätt-Hemhofer Seenplatte | Oberbayern                            | 1023,78          | Position | 1989                 |                          |
| NSG-00748.01 | 81270     | Ehemaliger Standortübungsplatz Aschaffenburg und Altenbachgrund                                                                                            | Unterfranken                          | 293,47           | Position | 1985                 |                          |
| NSG-00593.01 | 318323    | Ehemaliger Standortübungsplatz Landshut mit Isarleite | Niederbayern                          | 278,93           | Position | 1982                 |                          |
| NSG-00321.01 | 162874    | Ehrenbürg | Oberfranken                           | 161              | Position | 2001                 |                          |
| NSG-00200.01 | 81580     | Eibenwald bei Paterzell | Oberbayern                            | 87,05            | Position | 1987                 |                          |
| NSG-00366.01 | 162880    | Eichelberg und Bischofsau | Oberfranken                           | 99,23            | Position | 1984                 |                          |
| NSG-00230.01 | 162885    | Eichenberg | Oberpfalz                             | 32,58            | Position | 1990                 |                          |
| NSG-00266.01 | 162883    | Eichen-Hainbuchenwald Laubenbuch bei Rothenstein | Mittelfranken                         | 20,38            | Position | 1985                 |                          |
| NSG-00093.01 | 81596     | Eistobel | Schwaben                              | 70,15            | Position | 1985                 |                          |
| NSG-00030.01 | 4416      | Ellbach- und Kirchseemoor | Oberbayern                            | 797,54           | Position | 1970                 |                          |
| NSG-00588.01 | 318338    | Ellenbach | Mittelfranken                         | 27,74            | Position | 1940                 |                          |
| NSG-00121.01 | 81602     | Elmuß | Unterfranken                          | 44,71            | Position | 2001                 |                          |
| NSG-00302.01 | 162949    | Endmoränenweiher südlich Asten | Oberbayern                            | 6,43             | Position | 1979                 |                          |
| NSG-00062.01 | 81622     | Erlwiesfilz, Bremstauden, Am Eschenbächel | Oberbayern                            | 127,16           | Position | 1987                 |                          |
| NSG-00608.01 | 318373    | Erweiterung des Vogelschutzgebietes Garstadt | Unterfranken                          | 83,19            | Position | 2001                 |                          |
| NSG-00364.01 | 163001    | Eschenbacher Weihergebiet | Oberpfalz                             | 101,97           | Position | 2003                 |                          |
| NSG-00166.01 | 81633     | Ettaler Weidmoos | Oberbayern                            | 155,45           | Position | 2002                 |                          |
| NSG-00005.01 | 81635     | Etzenrichter Kirchberg | Oberpfalz                             | 5,92             | Position | 1989                 |                          |
| NSG-00326.01 | 163012    | Eutergrund bei Bullau | Unterfranken                          | 3,97             | Position | 1982                 |                          |
| NSG-00578.01 | 318380    | Exerzierplatz | Mittelfranken                         | 24,74            | Position | 1938                 |                          |
| NSG-00452.01 | 163024    | Falkenstein und Pechleite östlich Lauenstein | Oberfranken                           | 66,61            | Position | 1987                 |                          |
| NSG-00505.01 | 163050    | Feuchtbereiche am Steizbrunn-Graben | Unterfranken                          | 99,06            | Position | 2000                 |                          |
| NSG-00215.01 | 163051    | Feuchtflächen am Hammerschmiedsweiher | Mittelfranken                         | 19,34            | Position | 1993                 |                          |
| NSG-00242.01 | 163062    | Feuchtgebiet und Sandmagerrasen bei Speikern | Mittelfranken                         | 10,49            | Position | 1996                 |                          |
| NSG-00262.01 | 163085    | Feuchtwiesen im Sulzbachtal | Unterfranken                          | 25,39            | Position | 1984                 |                          |
| NSG-00340.01 | 163088    | Feuchtwiesen Ziegenanger bei Neuhaus | Mittelfranken                         | 34,83            | Position | 1985                 |                          |
| NSG-00479.01 | 81659     | Feuerbachmoor | Unterfranken                          | 25,22            | Position | 1988                 |                          |
| NSG-00026.01 | 81661     | Fichtsee im Sindelsbachfilz | Oberbayern                            | 129,74           | Position | 1994                 |                          |
| NSG-00201.01 | 81667     | Finkenstein | Oberbayern                            | 7,05             | Position | 1940                 |                          |
| NSG-00470.01 | 163103    | Firnhaberauheide | Schwaben                              | 14,65            | Position | 1984                 |                          |
| NSG-00053.01 | 81674     | Flachtenbergmoor | Oberbayern                            | 8,29             | Position | 1994                 |                          |
| NSG-00570.01 | 318401    | Flechten-Kiefernwälder südlich Leinburg | Mittelfranken                         | 834,08           | Position | 1950                 |                          |
| NSG-00131.01 | 81683     | Föhrenbühl | Oberpfalz                             | 33,73            | Position | 1999                 |                          |
| NSG-00741.01 | 389591    | Forchenhügel und Moosleiten | Niederbayern                          | 154,21           | Position | 2007                 |                          |
| NSG-00508.01 | 163127    | Föritzau | Oberfranken                           | 59,6             | Position | 1980                 |                          |
| NSG-00432.01 | 163138    | Fränkische Muschwitz | Oberfranken                           | 45,53            | Position | 1996                 |                          |
| NSG-00031.01 | 81690     | Frauenöder Filz | Oberbayern                            | 12,63            | Position | 1993                 |                          |
| NSG-00176.01 | 81692     | Freisinger Buckl | Oberbayern                            | 22,01            | Position | 1940                 |                          |
| NSG-00254.01 | 163161    | Froschhauser See | Oberbayern                            | 36,7             | Position | 1983                 |                          |
| NSG-00318.01 | 163179    | Gaabsweiher | Oberfranken                           | 10,35            | Position | 1987                 |                          |
| NSG-00265.01 | 163191    | Galgenberg-Goßberg | Unterfranken                          | 45,52            | Position | 1985                 |                          |
| NSG-00065.01 | 81711     | Gangolfsberg | Unterfranken                          | 182,6            | Position | 1952                 |                          |
| NSG-00389.01 | 81713     | Garchinger Heide | Oberbayern                            | 26,89            | Position | 1991                 |                          |
| NSG-00165.01 | 81714     | Garstadter Holz | Unterfranken                          | 51,65            | Position | 1982                 |                          |
| NSG-00384.01 | 64683     | Geigelstein | Oberbayern                            | 3139,1           | Position | 1991                 |                          |
| NSG-00061.01 | 81725     | Gerstenfilz | Oberbayern                            | 10,9             | Position | 1952                 |                          |
| NSG-00379.01 | 163240    | Gfällach | Oberbayern                            | 6,36             | Position | 1991                 |                          |
| NSG-00544.01 | 318438    | Giebel | Unterfranken                          | 26,88            | Position | 1998                 |                          |
| NSG-00027.01 | 81733     | Gipfel der Kösseine | Oberfranken                           | 12,51            | Position | 1940                 |                          |
| NSG-00278.01 | 163252    | Gipshöhle Höllern und Gipshügel "Sieben Buckel" | Mittelfranken                         | 10,16            | Position | 1986                 |                          |
| NSG-00411.01 | 163267    | Gmünder Au | Oberpfalz                             | 181,02           | Position | 1992                 |                          |
| NSG-00203.01 | 163270    | Goldau | Oberbayern, Niederbayern              | 24,59            | Position | 1984                 |                          |
| NSG-00034.01 | 81740     | Görbelmoos | Oberbayern                            | 15,06            | Position | 1941                 |                          |
| NSG-00577.01 | 318456    | Grafenmühle | Mittelfranken                         | 88,52            | Position | 2000                 |                          |
| NSG-00299.01 | 163300    | Gräfholz und Dachsberge | Mittelfranken                         | 350,36           | Position | 1986                 |                          |
| NSG-00743.01 | 378088    | Grainberg-Kalbenstein und Saupurzel | Unterfranken                          | 301,91           | Position | 2005                 |                          |
| NSG-00101.01 | 81753     | Graureiherkolonie am Salzberg | Unterfranken                          | 158,32           | Position | 1976                 |                          |
| NSG-00391.01 | 163315    | Greifenberg und Waltenhofener Hänge | Oberpfalz                             | 40,67            | Position | 1991                 |                          |
| NSG-00290.01 | 163327    | Grohberg | Unterfranken                          | 38,68            | Position | 1986                 |                          |
| NSG-00021.01 | 163348    | Großer Arbersee und Arberseewand | Niederbayern                          | 148,57           | Position | 1939                 |                          |
| NSG-00012.01 | 81769     | Großer Pfahl und Pfahlriegel St. Antoniuspfahl | Niederbayern                          | 24,03            | Position | 1939                 |                          |
| NSG-00417.01 | 163363    | Großer Teich und Tambachau | Oberfranken                           | 17,25            | Position | 1992                 |                          |
| NSG-00507.01 | 163364    | Großer Teichelberg | Oberpfalz                             | 118,94           | Position | 1996                 |                          |
| NSG-00316.01 | 163384    | Großlellenfelder Moor | Mittelfranken                         | 10,77            | Position | 1987                 |                          |
| NSG-00513.01 | 163390    | Grubenfelder Leonie | Oberpfalz                             | 87,41            | Position | 1996                 |                          |
| NSG-00024.01 | 318479    | Grundwiese (Hornwiese) | Unterfranken                          | 2,33             | Position | 1939                 |                          |
| NSG-00174.01 | 81785     | Gundelfinger Moos | Schwaben                              | 225,45           | Position | 1983                 |                          |
| NSG-00076.01 | 163412    | Gungoldinger Wacholderheide | Oberbayern                            | 72,38            | Position | 1959                 |                          |
| NSG-00354.01 | 163420    | Haarberg | Unterfranken                          | 23,8             | Position | 1989                 |                          |
| NSG-00020.01 | 81791     | Haberstein | Oberfranken                           | 10,63            | Position | 1939                 |                          |
| NSG-00056.01 | 81792     | Habichau | Oberbayern                            | 25,88            | Position | 1951                 |                          |
| NSG-00373.01 | 163467    | Hacken und Rottauer Filz | Oberbayern                            | 364,07           | Position | 1990                 |                          |
| NSG-00333.01 | 163472    | Hafenlohrtal | Unterfranken                          | 71,94            | Position | 1988                 |                          |
| NSG-00209.01 | 163478    | Hahnenfilz bei Mehlmeisel | Oberfranken                           | 11,67            | Position | 1984                 |                          |
| NSG-00549.01 | 318490    | Haidenaabtal und Gabellohe | Oberfranken, Oberpfalz                | 75,44            | Position | 1998                 |                          |
| NSG-00182.01 | 81801     | Haidfilz | Niederbayern                          | 38,73            | Position | 1983                 |                          |
| NSG-00493.01 | 163484    | Hainberg | Mittelfranken                         | 211,53           | Position | 1995                 |                          |
| NSG-00344.01 | 163494    | Halbinsel im Kleinen Brombachsee | Mittelfranken                         | 42,06            | Position | 1989                 |                          |
| NSG-00393.01 | 163498    | Halbtrockenrasen am Schwanberg | Unterfranken                          | 9,28             | Position | 1991                 |                          |
| NSG-00456.01 | 163505    | Halser Ilzschleifen | Niederbayern                          | 89,46            | Position | 1993                 |                          |
| NSG-00463.01 | 163520    | Hänge am Kraiberg | Oberfranken                           | 65,7             | Position | 1994                 |                          |
| NSG-00332.01 | 163521    | Hänge an Spitzlberg und Kunkelsbühl | Oberfranken                           | 21,64            | Position | 1988                 |                          |
| NSG-00250.01 | 163552    | Haspelmoor | Oberbayern                            | 157,66           | Position | 1985                 |                          |
| NSG-00115.01 | 81837     | Häuselloh | Oberfranken                           | 68,39            | Position | 1979                 |                          |
| NSG-00625.01 | 318512    | Hausener Talhänge | Unterfranken                          | 145,72           | Position | 2002                 |                          |
| NSG-00381.01 | 163568    | Hechenberger Leite | Oberbayern                            | 20,12            | Position | 1991                 |                          |
| NSG-00105.01 | 81845     | Heglauer Wasen | Mittelfranken                         | 5,4              | Position | 1977                 |                          |
| NSG-00401.01 | 163600    | Heiligenwiesen und Heiligenleite | Oberfranken                           | 54,52            | Position | 1992                 |                          |
| NSG-00169.01 | 163656    | Herrschinger Moos | Oberbayern                            | 107,51           | Position | 1982                 |                          |
| NSG-00503.01 | 163698    | Hirschberg und Altmühlleiten | Niederbayern                          | 374,98           | Position | 1995                 |                          |
| NSG-00161.01 | 81887     | Hirschberg- und Heidweiher in der Gabellohe | Oberpfalz                             | 28,18            | Position | 1982                 |                          |
| NSG-00437.01 | 163701    | Hirtlohweiher bei Schwandorf | Oberpfalz                             | 64,17            | Position | 1993                 |                          |
| NSG-00156.01 | 81897     | Hochmoor am Kesselsee | Oberbayern                            | 82,87            | Position | 1982                 |                          |
| NSG-00071.01 | 163712    | Hochmoore im Kemptener Wald: Staatswaldabteilungen Teufelsküche, Sommerhof, Unterlangmoos, Oberlangmoos des ausmärkischen Forstamtsbezirkes Kemptener Wald | Schwaben                              | 303,1            | Position | 1955                 |                          |
| NSG-00184.01 | 81901     | Hochwald | Niederbayern                          | 268,67           | Position | 1983                 |                          |
| NSG-00013.01 | 81905     | Hof-Pfahl | Niederbayern                          | 15,93            | Position | 1939                 |                          |
| NSG-00517.01 | 163738    | Hohe Wann | Unterfranken                          | 1029,69          | Position | 1996                 |                          |
| NSG-00081.01 | 4412      | Hoher Ifen | Schwaben                              | 2450,66          | Position | 1964                 |                          |
| NSG-00610.01 | 318561    | Höhfeldplatte und Scharlachberg | Unterfranken                          | 34,3             | Position | 2002                 |                          |
| NSG-00741.02 | 389603    | Hoiberhügel | Niederbayern                          | 90,04            | Position | 2007                 |                          |
| NSG-00048.01 | 81919     | Hölle | Oberpfalz                             | 18,7             | Position | 1976                 |                          |
| NSG-00526.01 | 163768    | Höllental | Oberfranken                           | 163,95           | Position | 1997                 |                          |
| NSG-00085.01 | 81927     | Hölzlers Tobel | Schwaben                              | 6,28             | Position | 1966                 |                          |
| NSG-00224.01 | 163783    | Holzöd bei Ippesheim | Mittelfranken                         | 5,88             | Position | 1984                 |                          |
| NSG-00464.01 | 163796    | Hörnauer Wald | Unterfranken                          | 180,52           | Position | 1994                 |                          |
| NSG-00390.01 | 163808    | Hubholz bei Mühlfeld | Unterfranken                          | 86,25            | Position | 1991                 |                          |
| NSG-00482.01 | 163815    | Hühnerberg bei Tiefenlauter | Oberfranken                           | 56,68            | Position | 1994                 |                          |
| NSG-00293.01 | 163826    | Hundsmoor | Schwaben                              | 21,24            | Position | 1986                 |                          |
| NSG-00413.01 | 163834    | Hutberg bei Fischbach | Oberpfalz                             | 19,92            | Position | 1992                 |                          |
| NSG-00420.01 | 163841    | Hutung am Gigert | Mittelfranken                         | 39,47            | Position | 1992                 |                          |
| NSG-00272.01 | 163920    | Innleite bei Marktl mit Dachlwand | Oberbayern                            | 204,91           | Position | 1986                 |                          |
| NSG-00108.01 | 81999     | Insel Sassau im Walchensee | Oberbayern                            | 7,73             | Position | 1978                 |                          |
| NSG-00059.01 | 82004     | Irlhamer Moos | Oberbayern                            | 38,02            | Position | 1951                 |                          |
| NSG-00210.01 | 163925    | Isaraltwasser bei Neutiefenweg | Niederbayern                          | 36,91            | Position | 1984                 |                          |
| NSG-00486.01 | 163926    | Isaraltwasser- und Brennenbereich bei Mamming | Niederbayern                          | 51,41            | Position | 1994                 |                          |
| NSG-00461.01 | 163927    | Isarauen bei Goben | Niederbayern                          | 75,07            | Position | 1994                 |                          |
| NSG-00246.01 | 163928    | Isarauen zwischen Hangenham und Moosburg | Oberbayern                            | 628,09           | Position | 1985                 |                          |
| NSG-00267.01 | 4413      | "Isarauen zwischen Schäftlarn und Bad Tölz (ex-""Pupplinger und Ascholdinger Au"")"                                                                        | Oberbayern                            | 1656,6           | Position | 1986                 |                          |
| NSG-00369.01 | 163929    | Isarmündung | Niederbayern                          | 807,74           | Position | 1990                 |                          |
| NSG-00538.01 | 318608    | Itztal und Effeldertal bei Weißenbrunn vorm Wald | Oberfranken                           | 41,85            | Position | 1997                 |                          |
| NSG-00135.01 | 82020     | Jungholz bei Leipheim | Schwaben                              | 32,05            | Position | 1980                 |                          |
| NSG-00216.01 | 163959    | Naturschutzgebiet Juratrockenhang mit der Felsgruppe „Zwölf Apostel“                                                                                       | Mittelfranken                         | 15,12            | Position | 1984                 |                          |
| NSG-00349.01 | 164007    | Kallmuth | Unterfranken                          | 18,14            | Position | 1989                 |                          |
| NSG-00347.01 | 164009    | Kalten | Oberbayern                            | 95,67            | Position | 1989                 |                          |
| NSG-00104.01 | 82040     | Kappelwasen | Mittelfranken                         | 11,71            | Position | 1977                 |                          |
| NSG-00238.01 | 164029    | Karpfenwinkel mit Streuwiesen am Starnberger See | Oberbayern                            | 33,29            | Position | 1985                 |                          |
| NSG-00370.01 | 164030    | Karrachsee | Mittelfranken                         | 19,88            | Position | 1990                 |                          |
| NSG-00171.01 | 4418      | Karwendel und Karwendelvorgebirge | Oberbayern                            | 19347,54         | Position | 1983                 |                          |
| NSG-00397.01 | 164053    | Kendlmühlfilzen | Oberbayern                            | 744,49           | Position | 1992                 |                          |
| NSG-00751.01 |           | Kernzonen im bayerischen Teil des Biosphärenreservats Rhön                                                                                                 | Unterfranken                          | 3484,427         | Position | 2013                 |                          |
| NSG-00551.01 | 318645    | Kettershausener Ried | Schwaben                              | 44,33            | Position | 1998                 |                          |
| NSG-00448.01 | 164068    | Kiesau | Niederbayern                          | 9,59             | Position | 1993                 |                          |
| NSG-00083.01 | 82069     | Kissinger Heide | Schwaben                              | 42,63            | Position | 1964                 |                          |
| NSG-00218.01 | 164105    | Kitschentalrangen | Oberfranken                           | 41,67            | Position | 1984                 |                          |
| NSG-00088.01 | 82070     | Klamm und Kastlhäng | Niederbayern                          | 250,15           | Position | 1969                 |                          |
| NSG-00546.01 | 164117    | Kleiner Arbersee | Oberpfalz                             | 410,59           | Position | 1998                 |                          |
| NSG-00243.01 | 164135    | Kleines Labyrinth | Oberfranken                           | 15,85            | Position | 1985                 |                          |
| NSG-00280.01 | 164149    | Klosterfilz | Oberbayern                            | 25,77            | Position | 1986                 |                          |
| NSG-00527.01 | 164167    | Knock bei Obernsees | Oberfranken                           | 14,3             | Position | 1997                 |                          |
| NSG-00312.01 | 164173    | Kochel-Filz bei Unterammergau | Oberbayern                            | 89,82            | Position | 1987                 |                          |
| NSG-00296.01 | 164178    | Ködnitzer Weinleite | Oberfranken                           | 32,89            | Position | 1986                 |                          |
| NSG-00281.01 | 164198    | Königsau bei Großmehring | Oberbayern                            | 29,61            | Position | 1986                 |                          |
| NSG-00222.01 | 164238    | Kranzer | Unterfranken                          | 7,7              | Position | 1984                 |                          |
| NSG-00582.01 | 318689    | Kreut | Oberbayern                            | 180,26           | Position | 2000                 |                          |
| NSG-00247.01 | 164251    | Kreutberg bei Altmannstein | Oberbayern                            | 23,5             | Position | 1985                 |                          |
| NSG-00587.01 | 318690    | Kreuzberg bei Marktheidenfeld | Unterfranken                          | 36,64            | Position | 2001                 |                          |
| NSG-00502.01 | 164278    | Kuhbachtal bei Hausen | Mittelfranken                         | 48,8             | Position | 1995                 |                          |
| NSG-00223.01 | 164280    | Kühberg bei Gastenfelden | Mittelfranken                         | 17,31            | Position | 1984                 |                          |
| NSG-00047.01 | 164292    | Kühwampenmoor | Oberbayern                            | 23,23            | Position | 1949                 |                          |
| NSG-00181.01 | 164297    | Külsheimer Gipshügel | Mittelfranken                         | 8,37             | Position | 1983                 |                          |
| NSG-00190.01 | 164299    | Kundinger Feld | Oberbayern                            | 13,39            | Position | 1983                 |                          |
| NSG-00177.01 | 164300    | Kupferbachtal bei Unterlaus | Oberbayern                            | 45,47            | Position | 1983                 |                          |
| NSG-00152.01 | 7005      | Lange Rhön | Unterfranken                          | 3292,25          | Position | 1982                 |                          |
| NSG-00512.01 | 164350    | Langenbachgrund und Haarweiherkette | Oberfranken                           | 142,17           | Position | 1996                 |                          |
| NSG-00269.01 | 164373    | Langweiher Moor | Oberpfalz                             | 15,45            | Position | 1986                 |                          |
| NSG-00317.01 | 164390    | Laubmischwald am Hetzleser Berg | Oberfranken                           | 17,51            | Position | 1987                 |                          |
| NSG-00294.01 | 164391    | Laubmischwald bei Ahlstadt | Oberfranken                           | 20,68            | Position | 1986                 |                          |
| NSG-00319.01 | 164392    | Laubmischwald im oberen Aufseßtal | Oberfranken                           | 20,78            | Position | 1987                 |                          |
| NSG-00481.01 | 164406    | Lauterberg | Oberfranken                           | 191,75           | Position | 1994                 |                          |
| NSG-00284.01 | 164408    | Lechabschnitt Hirschauer Steilhalde - Litzauer Schleife | Oberbayern                            | 188,53           | Position | 1986                 |                          |
| NSG-00422.01 | 318721    | Lechaue westlich Todtenweis | Schwaben                              | 140,64           | Position | 1992                 |                          |
| NSG-00348.01 | 82080     | Lechauen bei Thierhaupten | Schwaben                              | 105,36           | Position | 1989                 |                          |
| NSG-00377.01 | 164410    | Lechauwald bei Unterbergen | Oberbayern, Schwaben                  | 368,92           | Position | 1990                 |                          |
| NSG-00292.01 | 164419    | Leidingshofer Tal | Oberfranken                           | 22,51            | Position | 1986                 |                          |
| NSG-00425.01 | 164424    | Leipheimer Moos | Schwaben                              | 183,18           | Position | 1992                 |                          |
| NSG-00060.01 | 82088     | Leonhardsfilz | Oberbayern                            | 15,44            | Position | 1951                 |                          |
| NSG-00004.01 | 82089     | Lerautal bei Leuchtenberg | Oberpfalz                             | 90,96            | Position | 1938                 |                          |
| NSG-00228.01 | 164444    | Leutstettener Moos | Oberbayern                            | 214,96           | Position | 1985                 |                          |
| NSG-00008.01 | 82117     | Ludwigshain | Niederbayern                          | 2,16             | Position | 1939                 |                          |
| NSG-00006.01 | 82121     | Luisenburg | Oberfranken                           | 33,17            | Position | 1938                 |                          |
| NSG-00462.01 | 164536    | Magerstandorte bei Rosenau | Niederbayern                          | 9,57             | Position | 1994                 |                          |
| NSG-00147.01 | 82135     | Magnetsrieder Hardt | Oberbayern                            | 90,26            | Position | 1982                 |                          |
| NSG-00371.01 | 164550    | Mainaltarm bei Dörfleins | Oberfranken                           | 12,67            | Position | 1990                 |                          |
| NSG-00256.01 | 164551    | Mainaltwasser bei Mainleus | Oberfranken                           | 4,62             | Position | 1985                 |                          |
| NSG-00259.01 | 164552    | Mainaltwasser bei Theisau | Oberfranken                           | 1,78             | Position | 1985                 |                          |
| NSG-00595.01 | 318762    | Mainaue bei Augsfeld | Unterfranken                          | 616,23           | Position | 2001                 |                          |
| NSG-00583.01 | 318763    | Mainaue bei Oberau | Oberfranken                           | 27,83            | Position | 2001                 |                          |
| NSG-00500.01 | 164554    | Mainaue zwischen Sommerach und Köhler | Unterfranken                          | 93,31            | Position | 1995                 |                          |
| NSG-00476.01 | 164553    | Mainauen bei Sulzbach und Kleinwallstadt | Unterfranken                          | 89,21            | Position | 1994                 |                          |
| NSG-00454.01 | 164556    | Mainhang an der Vogelsburg | Unterfranken                          | 52,97            | Position | 1993                 |                          |
| NSG-00241.01 | 164557    | Maintalhang Kleinochsenfurter Berg | Unterfranken                          | 28,71            | Position | 1985                 |                          |
| NSG-00313.01 | 82137     | Maisinger See | Oberbayern                            | 116,58           | Position | 1987                 |                          |
| NSG-00501.01 | 164561    | Mallertshofer Holz mit Heiden | Oberbayern                            | 599,61           | Position | 1995                 |                          |
| NSG-00516.01 | 164573    | Marktstefter Tännig | Unterfranken                          | 74,11            | Position | 1996                 |                          |
| NSG-00225.01 | 164574    | Marsberg-Wachtelberg bei Randersacker | Unterfranken                          | 67,2             | Position | 1984                 |                          |
| NSG-00337.01 | 164577    | Märzenbecherwald bei Ettenstatt | Mittelfranken                         | 11,82            | Position | 1988                 |                          |
| NSG-00037.01 | 82144     | Mattinger Hänge | Oberpfalz, Niederbayern               | 59,3             | Position | 1941                 |                          |
| NSG-00124.01 | 82146     | Mauerner Höhlen | Oberbayern                            | 7,03             | Position | 1979                 |                          |
| NSG-00613.01 | 318771    | Mäusberg-Rammersberg-Ständelberg | Unterfranken                          | 273,85           | Position | 2002                 |                          |
| NSG-00018.01 | 82148     | Max-Schultze-Steig | Oberpfalz                             | 12,45            | Position | 1939                 |                          |
| NSG-00418.01 | 164599    | Meilschnitzwiesen | Oberfranken                           | 31,8             | Position | 1992                 |                          |
| NSG-00208.01 | 164612    | Mertinger Hölle | Schwaben                              | 143,28           | Position | 1984                 |                          |
| NSG-00039.01 | 82160     | Mesnerbichl | Oberbayern                            | 2,62             | Position | 1941                 |                          |
| NSG-00046.01 | 82162     | Mettenhamer Filz | Oberbayern                            | 44,96            | Position | 1944                 |                          |
| NSG-00414.01 | 81688     | Metzgergraben - Krone | Unterfranken                          | 7,46             | Position | 1992                 |                          |
| NSG-00091.01 | 164626    | Mindelrieder Paradies | Schwaben                              | 31,79            | Position | 1970                 |                          |
| NSG-00110.01 | 82168     | Mittelseemoos bei Wasserburg (Bodensee) | Schwaben                              | 6,68             | Position | 1978                 |                          |
| NSG-00240.01 | 164637    | Mitternacher Ohe | Niederbayern                          | 106,98           | Position | 1985                 |                          |
| NSG-00140.01 | 82176     | Moor bei Rottenbach | Oberfranken                           | 7,89             | Position | 1981                 |                          |
| NSG-00434.01 | 164668    | Moor im Krötenseewald | Oberfranken                           | 20,99            | Position | 1993                 |                          |
| NSG-00361.01 | 164671    | Moore um die Wies | Oberbayern                            | 375,4            | Position | 1989                 |                          |
| NSG-00504.01 | 164674    | Moorgebiet bei Arrach | Oberpfalz                             | 12,75            | Position | 1995                 |                          |
| NSG-00466.01 | 164675    | Moorgebiet bei Bärnau | Oberpfalz                             | 37,54            | Position | 1994                 |                          |
| NSG-00258.01 | 164677    | Moorgebiet Wunsiedler Weiher | Oberfranken                           | 59,38            | Position | 1985                 |                          |
| NSG-00180.01 | 82180     | Moorwald bei Kirchl | Niederbayern                          | 7,9              | Position | 1983                 |                          |
| NSG-00279.01 | 164684    | Moosbachaue | Oberfranken                           | 11,69            | Position | 1986                 |                          |
| NSG-00011.01 | 82182     | Moosbacher Pfahl | Niederbayern                          | 10,98            | Position | 1939                 |                          |
| NSG-00211.01 | 164691    | Moosteile am Klarweiher | Mittelfranken                         | 9,7              | Position | 1984                 |                          |
| NSG-00450.01 | 164719    | Mühlberg nördlich Sülzfeld | Oberfranken                           | 45,2             | Position | 1993                 |                          |
| NSG-00459.01 | 164728    | Mühlwiesen im Elsbachtal | Unterfranken                          | 70,55            | Position | 1993                 |                          |
| NSG-00584.01 | 318822    | Muna-Gelände in Bamberg | Oberfranken                           | 10,83            | Position | 2001                 |                          |
| NSG-00304.01 | 30119     | Mündung der Tiroler Achen | Oberbayern                            | 1264,48          | Position | 1987                 |                          |
| NSG-00129.01 | 30118     | Murnauer Moos | Oberbayern                            | 2377,98          | Position | 1980                 |                          |
| NSG-00051.01 | 82197     | Murner Filz | Oberbayern                            | 98,47            | Position | 1950                 |                          |
| NSG-00739.01 | 378336    | Muschelkalkgebiet am Oschenberg | Oberfranken                           | 324,54           | Position | 2006                 |                          |
| NSG-00179.01 | 82207     | Naßwiesen Lierenfeld | Mittelfranken                         | 6,68             | Position | 1983                 |                          |
| NSG-00709.01 | 344596    | Naturwaldinsel Buchwald | Unterfranken                          | 4,13             | Position | 2003                 |                          |
| NSG-00589.01 | 318828    | Naturwaldreservat Brunnstube | Oberfranken                           | 49,15            | Position | 2001                 |                          |
| NSG-00601.01 | 318829    | Naturwaldreservat Dachsbau | Unterfranken                          | 27,01            | Position | 2001                 |                          |
| NSG-00600.01 | 318830    | Naturwaldreservat Dianensruh | Unterfranken                          | 21,33            | Position | 2001                 |                          |
| NSG-00109.01 | 82212     | Naturwaldreservat Eibenwald bei Gößweinstein | Oberfranken                           | 32               | Position | 1978                 |                          |
| NSG-00740.01 | 378133    | Naturwaldreservat Eichhall | Unterfranken                          | 72,06            | Position | 2005                 |                          |
| NSG-00590.01 | 318831    | Naturwaldreservat Eisgraben | Unterfranken                          | 29,93            | Position | 2001                 |                          |
| NSG-00155.01 | 82213     | Naturwaldreservat Fichtelseemoor | Oberfranken                           | 138,63           | Position | 1982                 |                          |
| NSG-00598.01 | 318832    | Naturwaldreservat Gansbrunn | Unterfranken                          | 32,31            | Position | 2001                 |                          |
| NSG-00138.01 | 82214     | Naturwaldreservat Gscheibte Loh | Oberpfalz                             | 108,96           | Position | 1981                 |                          |
| NSG-00198.01 | 82211     | Naturwaldreservat Hengstberg | Oberfranken                           | 39,62            | Position | 1984                 |                          |
| NSG-00596.01 | 318833    | Naturwaldreservat Hoher Knuck | Unterfranken                          | 121,85           | Position | 1952                 |                          |
| NSG-00597.01 | 318834    | Naturwaldreservat Kreuzbuckel | Unterfranken                          | 66,38            | Position | 2001                 |                          |
| NSG-00197.01 | 82216     | Naturwaldreservat Kühberg | Oberfranken                           | 27,92            | Position | 1984                 |                          |
| NSG-00202.01 | 164760    | Naturwaldreservat Lohntal | Oberfranken                           | 51,36            | Position | 1984                 |                          |
| NSG-00604.01 | 318835    | Naturwaldreservat Mordgrund | Unterfranken                          | 24,76            | Position | 2002                 |                          |
| NSG-00592.01 | 318836    | Naturwaldreservat Nesselsee | Unterfranken                          | 51,5             | Position | 2001                 |                          |
| NSG-00113.01 | 82218     | Naturwaldreservat Neugeschüttwörth | Schwaben                              | 43,85            | Position | 1978                 |                          |
| NSG-00591.01 | 318837    | Naturwaldreservat Schloßberg | Unterfranken                          | 28,74            | Position | 2001                 |                          |
| NSG-00599.01 | 318838    | Naturwaldreservat Schubertswald | Unterfranken                          | 19,49            | Position | 2001                 |                          |
| NSG-00305.01 | 164761    | Naturwaldreservat Schwengbrunn | Oberfranken                           | 27,76            | Position | 1987                 |                          |
| NSG-00605.01 | 318839    | Naturwaldreservat Stachel | Unterfranken                          | 23,28            | Position | 2002                 |                          |
| NSG-00566.01 | 318840    | Naturwaldreservat Waldhaus mit Feuchtbereich im Handthalgrund                                                                                              | Oberfranken                           | 107,56           | Position | 2000                 |                          |
| NSG-00609.01 | 318841    | Naturwaldreservat Waldkugel | Unterfranken                          | 73,84            | Position | 2002                 |                          |
| NSG-00602.01 | 318842    | Naturwaldreservat Wildacker | Unterfranken                          | 15,48            | Position | 2001                 |                          |
| NSG-00603.01 | 318843    | Naturwaldreservat Wolfsee | Unterfranken                          | 75,99            | Position | 2001                 |                          |
| NSG-00301.01 | 164763    | Naturwaldreservat Wolfsruhe | Oberfranken                           | 32,4             | Position | 1986                 |                          |
| NSG-00545.01 | 318871    | Naturwaldreservat Zwerchstück | Unterfranken                          | 28,46            | Position | 1998                 |                          |
| NSG-00164.01 | 82219     | Nauwald | Schwaben                              | 167,92           | Position | 1982                 |                          |
| NSG-00248.01 | 164776    | Nesselgrund | Unterfranken                          | 9,88             | Position | 1985                 |                          |
| NSG-00429.01 | 164784    | Neubäuer Weiher | Oberpfalz                             | 34,33            | Position | 1992                 |                          |
| NSG-00231.01 | 164798    | Neumarkter Sanddünen | Oberpfalz                             | 65,15            | Position | 1985                 |                          |
| NSG-00212.01 | 164808    | Niedermoor südlich Niederleierndorf | Niederbayern                          | 62,15            | Position | 1984                 |                          |
| NSG-00484.01 | 164809    | Niedermoorgebiet bei Georgenberg | Oberpfalz                             | 63,2             | Position | 1994                 |                          |
| NSG-00541.01 | 318868    | Nordwestufer der Rothsee-Hauptsperre | Mittelfranken                         | 47,24            | Position | 1998                 |                          |
| NSG-00270.01 | 82259     | Nöttinger Viehweide und Badertaferl | Oberbayern                            | 148,06           | Position | 1986                 |                          |
| NSG-00494.01 | 164849    | Notzingermoos | Oberbayern                            | 138,88           | Position | 1995                 |                          |
| NSG-00019.01 | 82263     | Nußhardt | Oberfranken                           | 7,36             | Position | 1939                 |                          |
| NSG-00288.01 | 164857    | Öberauer Donauschleife | Niederbayern                          | 290,59           | Position | 1986                 |                          |
| NSG-00492.01 | 164861    | Oberdingermoos | Oberbayern                            | 138,26           | Position | 1995                 |                          |
| NSG-00535.01 | 164864    | Obere Ilz | Niederbayern                          | 367,8            | Position | 1997                 |                          |
| NSG-00552.01 | 318874    | Obere und Untere Au | Schwaben                              | 63,81            | Position | 1998                 |                          |
| NSG-00227.01 | 164884    | Oberes Molsberger Tal | Mittelfranken                         | 17,43            | Position | 1984                 |                          |
| NSG-00282.01 | 164894    | Oberhauser Weiher | Oberbayern                            | 30,89            | Position | 1986                 |                          |
| NSG-00032.01 | 82271     | Oberoblander Filz | Oberbayern                            | 50,96            | Position | 1940                 |                          |
| NSG-00572.01 | 164902    | Oberstimmer Schacht | Oberbayern                            | 18,39            | Position | 2000                 |                          |
| NSG-00207.01 | 82277     | Ofnethöhlen bei Holheim | Schwaben                              | 7,61             | Position | 1984                 |                          |
| NSG-00143.01 | 30120     | Osterseen | Oberbayern                            | 1092,98          | Position | 1981                 |                          |
| NSG-00069.01 | 4415      | Östliche Chiemgauer Alpen | Oberbayern                            | 9757,66          | Position | 1955                 |                          |
| NSG-00191.01 | 82300     | Pähler Schlucht | Oberbayern                            | 16,55            | Position | 1983                 |                          |
| NSG-00611.01 | 318931    | Panzerwiese und Hartelholz | Oberbayern                            | 268,77           | Position | 2002                 |                          |
| NSG-00002.01 | 82305     | Parkstein | Oberpfalz                             | 2,82             | Position | 1937                 |                          |
| NSG-00548.01 | 318939    | Pegnitzau zwischen Ranna und Michelfeld | Mittelfranken, Oberfranken, Oberpfalz | 198,41           | Position | 1998                 |                          |
| NSG-00289.01 | 164988    | Pfaffenberg | Unterfranken                          | 20,14            | Position | 1986                 |                          |
| NSG-00128.01 | 82316     | Pfaffenhauser Moos | Schwaben                              | 51,52            | Position | 1980                 |                          |
| NSG-00022.01 | 82318     | Pfahl | Oberpfalz                             | 172,6            | Position | 1939                 |                          |
| NSG-00028.01 | 82319     | Pfahl bei der Ruine Weißenstein | Niederbayern                          | 4,61             | Position | 1940                 |                          |
| NSG-00033.01 | 82321     | Pfahl-Ruine Schwärzenberg | Oberpfalz                             | 0,93             | Position | 1941                 |                          |
| NSG-00394.01 | 164994    | Pfatterer Au | Oberpfalz                             | 343,81           | Position | 1991                 |                          |
| NSG-00023.01 | 82334     | Plattengipfel | Oberfranken                           | 3,84             | Position | 1939                 |                          |
| NSG-00392.01 | 165020    | Ponnholzbachtal | Oberpfalz                             | 30,18            | Position | 1991                 |                          |
| NSG-00386.01 | 165021    | Poppenholz | Unterfranken                          | 210,36           | Position | 1991                 |                          |
| NSG-00328.01 | 165031    | Prackendorfer und Kulzer Moos | Oberpfalz                             | 80,54            | Position | 1987                 |                          |
| NSG-00283.01 | 165037    | Priel | Schwaben                              | 5,73             | Position | 1986                 |                          |
| NSG-00149.01 | 82347     | Pulvermoos | Oberbayern                            | 128,66           | Position | 1982                 |                          |
| NSG-00275.01 | 165066    | Quellhorizonte und Magerrasen am Albtrauf bei Niederhofen                                                                                                  | Mittelfranken                         | 44,59            | Position | 1986                 |                          |
| NSG-00234.01 | 165080    | Rabensteiner Höhe mit Zeyerner Wand | Oberfranken                           | 12,32            | Position | 1985                 |                          |
| NSG-00183.01 | 82364     | Rammelsee und Kleiner Schimmelsteig | Mittelfranken                         | 39,53            | Position | 1983                 |                          |
| NSG-00509.01 | 165103    | Räsenmoos | Schwaben                              | 49,27            | Position | 1996                 |                          |
| NSG-00372.01 | 165118    | Rechtes Mainufer bei Sommerach | Unterfranken                          | 19,45            | Position | 1990                 |                          |
| NSG-00746.01 | 555514017 | Regentalaue zwischen Cham und Pösing | Oberpfalz                             | 1427,15          | Position | 2010                 |                          |
| NSG-00497.01 | 165121    | Regentalhänge zwischen Kirchenrohrbach und Zenzing | Oberpfalz                             | 22,46            | Position | 1995                 |                          |
| NSG-00233.01 | 165122    | Reginasee, Pfadensee und Schnitzersteich | Oberfranken                           | 7,41             | Position | 1985                 |                          |
| NSG-00571.01 | 318973    | Reiterswiesener Höhe-Häuserlohwäldchen | Unterfranken                          | 405,59           | Position | 2000                 |                          |
| NSG-00676.01 | 344831    | Reutiner Bucht | Schwaben                              | 27,04            | Position | 2005                 |                          |
| NSG-00157.01 | 82410     | Riedboden | Oberbayern                            | 146,39           | Position | 1982                 |                          |
| NSG-00576.01 | 82413     | Riedholz und Grettstädter Wiesen | Unterfranken                          | 119,12           | Position | 2000                 |                          |
| NSG-00016.01 | 318989    | Riesloch | Niederbayern                          | 33,4             | Position | 1939                 |                          |
| NSG-00579.01 | 318994    | Rinntal bei Alfeld | Mittelfranken                         | 32,82            | Position | 2000                 |                          |
| NSG-00424.01 | 165206    | Rohrachschlucht | Schwaben                              | 170,09           | Position | 1992                 |                          |
| NSG-00080.01 | 82433     | Rohrbachtobel im Wirlinger Forst | Schwaben                              | 13,96            | Position | 1960                 |                          |
| NSG-00116.01 | 82434     | Rohrberg | Unterfranken                          | 9,86             | Position | 1979                 |                          |
| NSG-00067.01 | 165211    | Rohrmoos | Oberbayern                            | 63,73            | Position | 1953                 |                          |
| NSG-00536.01 | 165216    | Romberg | Unterfranken                          | 55,74            | Position | 1997                 |                          |
| NSG-00449.01 | 82439     | Rosenau | Niederbayern                          | 10,65            | Position | 1993                 |                          |
| NSG-00095.01 | 82449     | Rotfilz | Niederbayern                          | 12,88            | Position | 1973                 |                          |
| NSG-00082.01 | 82453     | Rottachmoos | Schwaben                              | 4,94             | Position | 1964                 |                          |
| NSG-00585.01 | 319018    | Ruhberg südlich Arzberg | Oberfranken                           | 27,37            | Position | 2001                 |                          |
| NSG-00581.01 | 344832    | Ruine Homburg | Unterfranken                          | 613,15           | Position | 2000                 |                          |
| NSG-00568.01 | 319024    | Runstwiesen und Totenmoos | Niederbayern                          | 149,43           | Position | 2000                 |                          |
| NSG-00567.01 | 319032    | Saalewiesen zwischen Bad Neustadt und Salz | Unterfranken                          | 152,9            | Position | 1999                 |                          |
| NSG-00580.01 | 319037    | Sägmühle | Mittelfranken                         | 32,35            | Position | 2000                 |                          |
| NSG-00480.01 | 165289    | Salzberg und Heugrund | Oberfranken                           | 73,96            | Position | 1994                 |                          |
| NSG-00498.01 | 165303    | Sande am Tannenbusch bei Kleinlangheim | Unterfranken                          | 37,92            | Position | 1995                 |                          |
| NSG-00543.01 | 319044    | Sandfluren bei Volkach, Schwarzach a. Main und Sommerach                                                                                                   | Unterfranken                          | 105,36           | Position | 1998                 |                          |
| NSG-00111.01 | 82485     | Sandgrasheide Pettstadt | Oberfranken                           | 7,33             | Position | 1978                 |                          |
| NSG-00285.01 | 165305    | Sandgrasheiden am Elgersheimer Hof | Unterfranken                          | 3,39             | Position | 1986                 |                          |
| NSG-00407.01 | 165316    | Sandgruben am Föhrenbuck | Mittelfranken                         | 21,93            | Position | 1992                 |                          |
| NSG-00090.01 | 82486     | Sandharlander Heide | Niederbayern                          | 11,12            | Position | 1970                 |                          |
| NSG-00458.01 | 165338    | Saumain in der Stadt Schweinfurt | Unterfranken                          | 11,58            | Position | 1993                 |                          |
| NSG-00025.01 | 82501     | Saußbachleite | Niederbayern                          | 20,47            | Position | 1939                 |                          |
| NSG-00100.01 | 82503     | Schachblumenwiesen bei Zeitlofs | Unterfranken                          | 19,26            | Position | 1975                 |                          |
| NSG-00092.01 | 20723     | Schachen und Reintal | Oberbayern                            | 3965,02          | Position | 1970                 |                          |
| NSG-00446.01 | 165353    | Schafhutungen um Kirnberg | Mittelfranken                         | 47,54            | Position | 1993                 |                          |
| NSG-00099.01 | 82506     | Schambachried | Mittelfranken                         | 6,88             | Position | 1973                 |                          |
| NSG-00205.01 | 165361    | Schandtauberhöhle | Mittelfranken                         | 11,98            | Position | 1984                 |                          |
| NSG-00368.01 | 165372    | Scheerweihergebiet bei Schalkhausen | Mittelfranken                         | 52,95            | Position | 1990                 |                          |
| NSG-00306.01 | 82517     | Schellenbergmoor | Oberbayern                            | 30,22            | Position | 1987                 |                          |
| NSG-00096.01 | 82519     | Schergenbuck mit Schloß Neidstein | Oberpfalz                             | 17,65            | Position | 1973                 |                          |
| NSG-00547.01 | 319065    | Schießlweiher bei Schwarzenbach | Oberpfalz                             | 27,73            | Position | 1998                 |                          |
| NSG-00298.01 | 165402    | Schlappolt | Schwaben                              | 163,43           | Position | 1986                 |                          |
| NSG-00264.01 | 165409    | Schleifwiesen und Nußloch bei Lindach | Unterfranken                          | 15,54            | Position | 1985                 |                          |
| NSG-00657.01 | 344835    | Schleusenhalbinsel und Altarm bei Viereth | Oberfranken                           | 26,21            | Position | 2005                 |                          |
| NSG-00075.01 | 82527     | Schloß Prunn | Niederbayern                          | 77,46            | Position | 1956                 |                          |
| NSG-00010.01 | 165419    | Schloßberg Flossenbürg | Oberpfalz                             | 16,5             | Position | 1939                 |                          |
| NSG-00049.01 | 14480     | Schloßberg von Sattelpeilnstein | Oberpfalz                             | 6,8              | Position | 1950                 |                          |
| NSG-00612.01 | 165422    | Schloßbergsattel bei Markt Einersheim | Unterfranken                          | 78,47            | Position | 2002                 |                          |
| NSG-00139.01 | 319077    | Schloßpark Falkenstein | Oberpfalz                             | 13,73            | Position | 1981                 |                          |
| NSG-00286.01 | 165429    | Schluifelder Moos | Oberbayern                            | 56               | Position | 1986                 |                          |
| NSG-00219.01 | 165439    | Schmidtsberg | Oberfranken                           | 21,13            | Position | 1984                 |                          |
| NSG-00036.01 | 82540     | Schneeberggipfel | Oberfranken                           | 36,7             | Position | 1941                 |                          |
| NSG-00054.01 | 165455    | Schollenmoos | Oberbayern                            | 18,78            | Position | 1950                 |                          |
| NSG-00079.01 | 82549     | Schönleitenmoos im Wierlinger Forst | Schwaben                              | 23,49            | Position | 1960                 |                          |
| NSG-00055.01 | 82551     | Schönramer Moor | Oberbayern                            | 51,58            | Position | 1950                 |                          |
| NSG-00072.01 | 82554     | Schornmoos | Schwaben                              | 75,62            | Position | 1956                 |                          |
| NSG-00506.01 | 165467    | Schottental bei Heldmannsberg | Mittelfranken                         | 42,04            | Position | 1996                 |                          |
| NSG-00087.01 | 82557     | Schulerloch | Niederbayern                          | 12,67            | Position | 1968                 |                          |
| NSG-00375.01 | 165471    | Schulterbachtal | Unterfranken                          | 34,08            | Position | 1990                 |                          |
| NSG-00189.01 | 82558     | Schuttholzer Moor | Niederbayern                          | 15,75            | Position | 1983                 |                          |
| NSG-00068.01 | 82560     | Schwaigwaldmoos | Oberbayern                            | 50,25            | Position | 1953                 |                          |
| NSG-00300.01 | 165487    | Schwarzach-Durchbruch | Mittelfranken                         | 38,27            | Position | 1936                 |                          |
| NSG-00515.01 | 165489    | Schwarzbach | Oberbayern                            | 51,17            | Position | 1996                 |                          |
| NSG-00440.01 | 64699     | Schwarze Berge | Unterfranken                          | 3170,67          | Position | 1993                 |                          |
| NSG-00415.01 | 165504    | Schwarzenbrucker Moor | Mittelfranken                         | 9,89             | Position | 1992                 |                          |
| NSG-00460.01 | 165514    | Schwarzhölzl | Oberbayern                            | 135,38           | Position | 1994                 |                          |
| NSG-00057.01 | 82570     | Schwarzlaichmoor | Oberbayern                            | 127,44           | Position | 1951                 |                          |
| NSG-00245.01 | 165538    | Seeholz und Seewiese | Oberbayern                            | 96,57            | Position | 1985                 |                          |
| NSG-00229.01 | 165542    | Seeoner Seen | Oberbayern                            | 139,95           | Position | 1985                 |                          |
| NSG-00451.01 | 165559    | Sennigshöhe | Oberfranken                           | 20,77            | Position | 1993                 |                          |
| NSG-00334.01 | 165578    | Simonsberg-Fuchsrangen | Unterfranken                          | 14,32            | Position | 1988                 |                          |
| NSG-00559.01 | 319114    | Sinngrund | Unterfranken                          | 379,76           | Position | 1999                 |                          |
| NSG-00352.01 | 165580    | Sinnquellgebiet und Arnsbergsüdhang | Unterfranken                          | 161,24           | Position | 1989                 |                          |
| NSG-00009.01 | 82597     | Sippenauer Moor | Niederbayern                          | 8,72             | Position | 1939                 |                          |
| NSG-00540.01 | 319116    | Sodenberg-Gans | Unterfranken                          | 492,86           | Position | 1998                 |                          |
| NSG-00303.01 | 82606     | Sossauer Filz und Wildmoos | Oberbayern                            | 245,51           | Position | 1987                 |                          |
| NSG-00624.01 | 319120    | Spatzenwinkel | Schwaben                              | 25,76            | Position | 2003                 |                          |
| NSG-00586.01 | 319123    | Spessartwiesen | Unterfranken                          | 353,65           | Position | 2000                 |                          |
| NSG-00260.01 | 165614    | Spitalgrund-Oberes Volkachtal | Unterfranken                          | 41,89            | Position | 1985                 |                          |
| NSG-00553.01 | 319125    | Spitalholz bei Gochsheim | Unterfranken                          | 25,88            | Position | 1998                 |                          |
| NSG-00320.01 | 165617    | Spitzenberg bei Ebrach | Oberfranken                           | 25,53            | Position | 1987                 |                          |
| NSG-00469.01 | 30121     | Stadtwald Augsburg | Schwaben                              | 2160,48          | Position | 1994                 |                          |
| NSG-00252.01 | 165640    | Staffelberg | Oberfranken                           | 42,72            | Position | 1985                 |                          |
| NSG-00345.01 | 165656    | Stauwurzel des Igelsbachsees | Mittelfranken                         | 25,25            | Position | 1989                 |                          |
| NSG-00404.01 | 165657    | Stauwurzel des Rothsees | Mittelfranken                         | 45,19            | Position | 1992                 |                          |
| NSG-00643.01 | 329641    | Steilhalden und Flussauen des Lechs zwischen Kinsau und Hohenfurch                                                                                         | Oberbayern                            | 188,3            | Position | 2004                 |                          |
| NSG-00261.01 | 165670    | Steinachtal mit Deichselhölzchen | Oberfranken                           | 11,93            | Position | 1985                 |                          |
| NSG-00421.01 | 165671    | Steinachwiesen bei Wörlsdorf | Oberfranken                           | 38,12            | Position | 1992                 |                          |
| NSG-00342.01 | 165681    | Steinberg und Wein-Berg | Unterfranken                          | 302,77           | Position | 1989                 |                          |
| NSG-00213.01 | 82630     | Steinerne Rinne bei Wolfsbronn | Mittelfranken                         | 6,53             | Position | 1984                 |                          |
| NSG-00134.01 | 82647     | Stockau-Wiesen | Niederbayern                          | 10,99            | Position | 1980                 |                          |
| NSG-00206.01 | 165748    | Stockenweiler Weiher | Schwaben                              | 34,22            | Position | 1984                 |                          |
| NSG-00741.04 | 389979    | Stockhügel und Auerbach | Niederbayern                          | 6,02             | Position | 2007                 |                          |
| NSG-00365.01 | 165751    | Stöcklwörth | Oberpfalz                             | 67,65            | Position | 1989                 |                          |
| NSG-00738.01 | 378367    | Stocksee und Umgebung | Oberfranken                           | 30,63            | Position | 2006                 |                          |
| NSG-00178.01 | 82650     | Stockwiesen bei Schollenried | Niederbayern                          | 12,33            | Position | 1983                 |                          |
| NSG-00594.01 | 319176    | Südliche Regnitz und Zinnbach | Oberfranken                           | 145,41           | Position | 2001                 |                          |
| NSG-00430.01 | 165789    | Südöstliche Juraausläufer bei Regensburg | Oberpfalz                             | 24,75            | Position | 1992                 |                          |
| NSG-00433.01 | 165791    | Südufer des Simssees | Oberbayern                            | 254,84           | Position | 1993                 |                          |
| NSG-00118.01 | 82676     | Sulzheimer Gipshügel | Unterfranken                          | 8,31             | Position | 1979                 |                          |
| NSG-00070.01 | 82678     | Süssener und Lanzinger Moos | Oberbayern                            | 36,45            | Position | 1955                 |                          |
| NSG-00327.01 | 165813    | Tal der Weißen Laaber bei Deining | Oberpfalz                             | 29,06            | Position | 1987                 |                          |
| NSG-00410.01 | 165820    | Talhänge der Lauer bei Stadtlauringen | Unterfranken                          | 93,33            | Position | 1992                 |                          |
| NSG-00395.01 | 165826    | Tannbach bei Mödlareuth | Oberfranken                           | 19,79            | Position | 1992                 |                          |
| NSG-00623.01 | 165838    | Taubried | Schwaben                              | 56,66            | Position | 2003                 |                          |
| NSG-00483.01 | 165851    | Tennenloher Forst | Mittelfranken                         | 955,95           | Position | 1994                 |                          |
| NSG-00431.01 | 165855    | Tettautal und Sattelgrund | Oberfranken                           | 17,52            | Position | 1993                 |                          |
| NSG-00035.01 | 82703     | Teufelsloch | Oberfranken                           | 7,62             | Position | 1941                 |                          |
| NSG-00426.01 | 165872    | Thalachwiesen | Mittelfranken                         | 12,64            | Position | 1992                 |                          |
| NSG-00114.01 | 82711     | Thronbachtal | Oberfranken                           | 20,75            | Position | 1978                 |                          |
| NSG-00427.01 | 165884    | Thüringische Muschwitz | Oberfranken                           | 22,26            | Position | 1992                 |                          |
| NSG-00188.01 | 82719     | Todtenau und umgebende Auen | Niederbayern                          | 144,82           | Position | 1983                 |                          |
| NSG-00575.01 | 319218    | Tongruben bei Muggenbach | Oberfranken                           | 23,15            | Position | 2000                 |                          |
| NSG-00749.01 |           | Topflet und Obere Aschau | Schwaben                              | 127,85           | Position | 2013                 |                          |
| NSG-00310.01 | 165929    | Torflohe und Pfrentschwiese | Oberpfalz                             | 172,06           | Position | 1987                 |                          |
| NSG-00455.01 | 165945    | Tretzendorfer Weiher | Unterfranken                          | 202,58           | Position | 1993                 |                          |
| NSG-00409.01 | 165952    | Trockengebiete bei Machtilshausen | Unterfranken                          | 252,31           | Position | 1992                 |                          |
| NSG-00744.01 | 378363    | Sicherstellung Vogelschutzgebiet Mellrichstadt | Unterfranken                          | 268,54           | Position | 2010                 |                          |
| NSG-00742.03 | 349943    | Trockenhänge bei Böttigheim | Unterfranken                          | 14,98            | Position | 1999                 |                          |
| NSG-00742.01 | 349943    | Trockenhänge bei Böttigheim | Unterfranken                          | 2,89             | Position | 1999                 |                          |
| NSG-00742.04 | 349943    | Trockenhänge bei Böttigheim | Unterfranken                          | 27,08            | Position | 1999                 |                          |
| NSG-00742.06 | 349943    | Trockenhänge bei Böttigheim | Unterfranken                          | 67,25            | Position | 1999                 |                          |
| NSG-00742.05 | 349943    | Trockenhänge bei Böttigheim | Unterfranken                          | 31,36            | Position | 1999                 |                          |
| NSG-00742.02 | 349943    | Trockenhänge bei Böttigheim | Unterfranken                          | 7,46             | Position | 1999                 |                          |
| NSG-00133.01 | 82737     | Trockenhänge bei Dollnstein | Oberbayern                            | 61,99            | Position | 1980                 |                          |
| NSG-00336.01 | 165954    | Trockenhänge bei Unsleben | Unterfranken                          | 40,89            | Position | 1988                 |                          |
| NSG-00253.01 | 165955    | Trockenhänge Leitenberg bei Illdorf | Oberbayern                            | 11,92            | Position | 1985                 |                          |
| NSG-00496.01 | 165956    | Trockenhänge um Pottenstein | Oberfranken                           | 51,87            | Position | 1995                 |                          |
| NSG-00376.01 | 165957    | Trockenhänge und Urwiese bei Junkersdorf | Unterfranken                          | 132,34           | Position | 1990                 |                          |
| NSG-00388.01 | 165958    | Trockenrasen am Kapellenberg | Unterfranken                          | 26,88            | Position | 1991                 |                          |
| NSG-00244.01 | 165963    | Trockenrasenhutung Cadolzhofen | Mittelfranken                         | 13,55            | Position | 1985                 |                          |
| NSG-00560.01 | 319228    | Trogener Moore | Schwaben                              | 45,76            | Position | 1999                 |                          |
| NSG-00467.01 | 165970    | Tschirner und Nordhalbener Ködeltal mit Mäusbeutel | Oberfranken                           | 275,48           | Position | 1994                 |                          |
| NSG-00374.01 | 165995    | Untere Alz | Oberbayern                            | 749,88           | Position | 1990                 |                          |
| NSG-00094.01 | 82753     | Unterer Inn | Niederbayern                          | 699,24           | Position | 1972                 |                          |
| NSG-00357.01 | 166023    | Unteres Pfistertal nördlich von Vilshofen | Oberpfalz                             | 13,72            | Position | 1989                 |                          |
| NSG-00195.01 | 82756     | Unteres Schondratal | Unterfranken                          | 179,27           | Position | 1983                 |                          |
| NSG-00565.01 | 319251    | Urlesbachtal | Unterfranken                          | 24,32            | Position | 2000                 |                          |
| NSG-00003.01 | 82763     | Urwald am Dreisessel | Niederbayern                          | 3,8              | Position | 1938                 |                          |
| NSG-00175.01 | 82780     | Viehlaßmoos | Oberbayern                            | 244,33           | Position | 1983                 |                          |
| NSG-00533.01 | 166060    | Vils-Engtal | Niederbayern                          | 78,54            | Position | 1997                 |                          |
| NSG-00220.01 | 166061    | Vilstal bei Marklkofen | Niederbayern                          | 171,94           | Position | 1984                 |                          |
| NSG-00120.01 | 82786     | Vogelfreistätte Ammersee-Südufer | Oberbayern                            | 603,65           | Position | 1979                 |                          |
| NSG-00098.01 | 82790     | Vogelfreistätte Eggelburger See | Oberbayern                            | 75,6             | Position | 1973                 |                          |
| NSG-00251.01 | 166069    | Vogelfreistätte Eittinger Weiher | Oberbayern                            | 20,72            | Position | 1985                 |                          |
| NSG-00159.01 | 82791     | Vogelfreistätte Feldheimer Stausee | Schwaben                              | 99,68            | Position | 1982                 |                          |
| NSG-00311.01 | 166070    | Vogelfreistätte Flachwasser- und Inselzone im Altmühlsee                                                                                                   | Mittelfranken                         | 201,54           | Position | 1987                 |                          |
| NSG-00753.01 | 166071    | Vogelfreistätte Glender Wiesen mit Goldbergsee bei Coburg                                                                                                  | Oberfranken                           | 169,79           | Position | 1989                 |                          |
| NSG-00153.01 | 82793     | Vogelfreistätte Graureiherkolonie bei Au a. Inn | Oberbayern                            | 21,01            | Position | 1982                 |                          |
| NSG-00542.01 | 82794     | Vogelfreistätte Graureiherkolonie bei Dippach am Main | Unterfranken                          | 143,84           | Position | 1998                 |                          |
| NSG-00338.01 | 166072    | Vogelfreistätte Graureiherkolonie bei Kleinschwarzach | Niederbayern                          | 63,07            | Position | 1988                 |                          |
| NSG-00058.01 | 82795     | Vogelfreistätte Großer Rußweiher | Oberpfalz                             | 137,15           | Position | 1951                 |                          |
| NSG-00378.01 | 166066    | Vogelfreistätte Großer und Kleiner Lindleinsee | Mittelfranken                         | 28,58            | Position | 1990                 |                          |
| NSG-00163.01 | 82797     | Vogelfreistätte Innstausee bei Attel und Freiham | Oberbayern                            | 566,28           | Position | 1982                 |                          |
| NSG-00276.01 | 166073    | Vogelfreistätte Kauerlacher Weiher | Mittelfranken                         | 40,69            | Position | 1986                 |                          |
| NSG-00170.01 | 82804     | Vogelfreistätte Mittlere Isarstauseen | Oberbayern, Niederbayern              | 590,25           | Position | 1982                 |                          |
| NSG-00341.01 | 166074    | Vogelfreistätte Oberegger Stausee | Schwaben                              | 38,85            | Position | 1989                 |                          |
| NSG-00419.01 | 166076    | Vogelfreistätte Salzachmündung | Oberbayern, Niederbayern              | 569,54           | Position | 1992                 |                          |
| NSG-00331.01 | 166077    | Vogelfreistätte Schwarzachwiesen bei Freystadt | Mittelfranken, Oberpfalz              | 42,24            | Position | 1988                 |                          |
| NSG-00007.01 | 82806     | Vogelfreistätte südlich der Fischteiche der Mittleren Isar                                                                                                 | Oberbayern                            | 8,2              | Position | 1938                 |                          |
| NSG-00204.01 | 166078    | Vogelfreistätte Walk- und Gaisweiher | Mittelfranken                         | 33,9             | Position | 1984                 |                          |
| NSG-00167.01 | 82807     | Vogelfreistätte Weihergebiet bei Mohrhof | Mittelfranken                         | 128,87           | Position | 1982                 |                          |
| NSG-00014.01 | 82810     | Vogelfreistätte Weiherhammer | Oberpfalz                             | 19,38            | Position | 1939                 |                          |
| NSG-00192.01 | 82816     | Vogelschutzgebiet Alter und Neuer See | Unterfranken                          | 38,47            | Position | 1983                 |                          |
| NSG-00329.01 | 166084    | Vogelschutzgebiet Garstadt | Unterfranken                          | 48,42            | Position | 1988                 |                          |
| NSG-00382.01 | 166085    | Vogelschutzgebiet Gustavsee | Unterfranken                          | 18,19            | Position | 1991                 |                          |
| NSG-00162.01 | 82836     | Wacholderhänge bei Kleinziegenfeld | Oberfranken                           | 16,84            | Position | 1982                 |                          |
| NSG-00160.01 | 82837     | Wacholderhänge bei Wallersberg | Oberfranken                           | 9,15             | Position | 1982                 |                          |
| NSG-00136.01 | 82838     | Wacholderhänge bei Wonsees | Oberfranken                           | 13,15            | Position | 1980                 |                          |
| NSG-00363.01 | 166115    | Wacholderheiden südlich Münnerstadt | Unterfranken                          | 100,85           | Position | 1989                 |                          |
| NSG-00606.01 | 319271    | Wald am Busigberg bei Großheubach | Unterfranken                          | 27,69            | Position | 2002                 |                          |
| NSG-00383.01 | 166135    | Wald an der Hallburg | Unterfranken                          | 9,61             | Position | 1991                 |                          |
| NSG-00607.01 | 319272    | Wald an der Mainhölle bei Großheubach | Unterfranken                          | 17,38            | Position | 2002                 |                          |
| NSG-00050.01 | 82857     | Waldnaabtal | Oberpfalz                             | 182,33           | Position | 1950                 |                          |
| NSG-00052.01 | 82858     | Waldsteingipfel | Oberfranken                           | 19,2             | Position | 1950                 |                          |
| NSG-00428.01 | 166155    | Waldwiesen im Neuwirtshauser Forst | Unterfranken                          | 158,41           | Position | 1992                 |                          |
| NSG-00474.01 | 166164    | Walperstettener Quellmoor | Niederbayern                          | 4,19             | Position | 1994                 |                          |
| NSG-00490.01 | 166181    | Wasenlöcher bei Illerberg | Schwaben                              | 68,81            | Position | 1995                 |                          |
| NSG-00237.01 | 82868     | Wasserburger Bucht | Schwaben                              | 5,77             | Position | 1985                 |                          |
| NSG-00435.01 | 166198    | Weichselbrunner Weiher und Trockenkiefernwald bei Bodenwöhr                                                                                                | Oberpfalz                             | 106,56           | Position | 1993                 |                          |
| NSG-00554.01 | 319296    | Weichser Moos | Oberbayern                            | 55,48            | Position | 1998                 |                          |
| NSG-00457.01 | 166207    | Weiherboden bei Anfelden | Mittelfranken                         | 8,62             | Position | 1993                 |                          |
| NSG-00314.01 | 166208    | Weihergebiet bei Krausenbechhofen | Mittelfranken                         | 26,25            | Position | 1987                 |                          |
| NSG-00335.01 | 166209    | Weihergrund bei Ebrach | Oberfranken                           | 24,72            | Position | 1988                 |                          |
| NSG-00396.01 | 166211    | Weiherkette bei Oberreichenbach | Mittelfranken                         | 9,67             | Position | 1992                 |                          |
| NSG-00754.01 |           | Weiherkette nördlich Bösenbechhofen | Mittelfranken                         | 23,061           | Position | 2012                 |                          |
| NSG-00622.01 | 319299    | Weiherlandschaft bei Wiesenfelden | Niederbayern                          | 77,05            | Position | 2003                 |                          |
| NSG-00550.01 | 319300    | Weihersgrund | Unterfranken                          | 42,59            | Position | 1998                 |                          |
| NSG-00499.01 | 166218    | Weilersbachtal | Unterfranken                          | 93,75            | Position | 1995                 |                          |
| NSG-00193.01 | 82883     | Weiße Laaber bei Waltersberg | Oberpfalz                             | 35,92            | Position | 1983                 |                          |
| NSG-00089.01 | 6977      | Weltenburger Enge | Niederbayern                          | 559,25           | Position | 1970                 |                          |
| NSG-00307.01 | 166249    | Wernaue bei Ettleben | Unterfranken                          | 7,57             | Position | 1987                 |                          |
| NSG-00412.01 | 319319    | Westliche Naabtalhänge bei Pielenhofen | Oberpfalz                             | 54,02            | Position | 1992                 |                          |
| NSG-00557.01 | 319321    | Westlicher Staffelsee mit angrenzenden Mooren | Oberbayern                            | 973,42           | Position | 1999                 |                          |
| NSG-00249.01 | 166281    | Weyhershauk | Unterfranken                          | 26,3             | Position | 1985                 |                          |
| NSG-00539.01 | 319328    | Widdumer Weiher | Schwaben                              | 29,96            | Position | 1998                 |                          |
| NSG-00119.01 | 82918     | Wildmoos | Oberbayern                            | 45,15            | Position | 1979                 |                          |
| NSG-00514.01 | 166315    | Wildnis am Rathsberg | Mittelfranken, Oberfranken            | 25,68            | Position | 1996                 |                          |
| NSG-00029.01 | 82920     | Wildseefilz | Oberbayern                            | 49,25            | Position | 1940                 |                          |
| NSG-00239.01 | 166325    | Windsberg | Oberbayern                            | 8,38             | Position | 1985                 |                          |
| NSG-00485.01 | 166335    | Wipfelder Mainaue bei St.Ludwig | Unterfranken                          | 72,84            | Position | 1994                 |                          |
| NSG-00473.01 | 166345    | Wochenau und Illerzeller Auwald | Schwaben                              | 185,35           | Position | 1994                 |                          |
| NSG-00102.01 | 82934     | Wojaleite | Oberfranken                           | 28,88            | Position | 1976                 |                          |
| NSG-00436.01 | 166352    | Wolfsberg bei Dietfurt | Oberpfalz                             | 119,7            | Position | 1993                 |                          |
| NSG-00358.01 | 166359    | Wondreb-Aue | Oberpfalz                             | 213,04           | Position | 1989                 |                          |
| NSG-00042.01 | 82949     | Wurmberg-Possenberg | Unterfranken                          | 201,8            | Position | 1941                 |                          |
| NSG-00308.01 | 166383    | Wüstung Großenfalz | Oberpfalz                             | 6,91             | Position | 1987                 |                          |
| NSG-00356.01 | 166386    | Wuzenfelsen | Oberpfalz                             | 13,96            | Position | 1989                 |                          |
| NSG-00351.01 | 166397    | Zeitelmoos | Oberfranken                           | 77,74            | Position | 1989                 |                          |
| NSG-00614.01 | 319361    | Zellbachtal | Oberbayern                            | 130,27           | Position | 2003                 |                          |
| NSG-00491.01 | 166402    | Zengermoos | Oberbayern                            | 251,17           | Position | 2002                 |                          |
| NSG-00064.01 | 82957     | Zeubelrieder Moor bei Ochsenfurt | Unterfranken                          | 5,29             | Position | 1952                 |                          |
| NSG-00017.01 | 82966     | Zwicklfilz | Niederbayern                          | 6,45             | Position | 1939                 |                          |
| NSG-00750.01 | 555632900 | Südliche Fröttmaninger Heide | Oberbayern                            | 347              | Position | 2016                 |                          |
| NSG-00755.01 | 555595783 | Ehemaliger NATO-Übungsplatz Siegenburg | Niederbayern                          | 273,71           | Position | 2015                 |                          |
| NSG-00756.01 | 555632899 | Wald- und Heidelandschaft östlich von Bodenwöhr und Bruck i. d. OPf.                                                                                       | Oberpfalz                             | 273,71           | Position | 2015                 |                          |
| NSG-00757.01 | 555638572 | Baggerweiher zwischen Bechhofen und Gauchsdorf | Mittelfranken                         | 35,54            | Position | 2017                 |                          |
| NSG-00758.01 | 396073    | Pegnitztal Ost | Mittelfranken                         | 220,48           | Position | 2018                 |                          |
| NSG-00759.01 | 555754840 | Weltenburger Enge, Hirschberg und Altmühlleiten | Niederbayern                          | 933,62           | Position | 2022                 |                          |
| NSG-00760.01 |           | Auenlandschaft Büg bei Eggolsheim | Oberfranken                           | 115,56           | Position | 2023                 |                          |